# بیمارستان قدیمی قوچان
بیمارستان قدیمی قوچان مربوط به دوره پهلوی است و در قوچان، خیابان امام خمینی، شبکه بهداشت و درمان واقع شده و این اثر در تاریخ ۲۲ مرداد ۱۳۸۴ با شمارهٔ ثبت ۱۳۱۱۲ به‌عنوان یکی از آثار ملی ایران به ثبت رسیده است.